# Niebo
Niebo - одинадцятий альбом польської вокалістки Анни Марії Йопек виданий в 2005 році. Разом з чоловіком Марціном Кидринським вони є авторами майже усіх треків, а також співавторами обкладинки. Записуючи цей альбом автори постановили показати власну вразливість, а також інтимність, яку частково символізує відважна обкладинка. „Niebo” цеодин з найбільш особистих альбомів Анни Марії Йопек.
В березні 2006 року перевидано спеціальний лімітований альбом "Niebo".

## Список треків
1. Ode mnie   (музика: Анна Марія Йопек, слова: Марцін Кидринські)
2. I nie zobaczy nikt   (музика і слова: Марцін Кидринські)
3. A Gdybyśmy Nigdy Się Nie Spotkali   (музика: Анна Марія Йопек/Марек Напюрковскі, слова: Марцін Кидринські)
4. Piosenka dla Frania   (музика і слова Марцін Кидринські)
5. Ustami (вокаліз)   (музика: Анна Марія Йопек)
6. Ja Spytać Chcę O To Samo   (музика: Анна Марія Йопек, слова: Марцін Кидринські)
7. Niebo   (музика: Анна Марія Йопек/Марек Напюрковскі, слова: Анна Марія Йопек/Марцін Кидринські)
8. Ucisz się   (музика і слова: Анна Марія Йопек)
9. Pytanie O   (музика і слова: Марцін Кидринські)
10. Z Nadzieją, Że Nie Ma Nieistnienia   (музика і слова: Марцін Кидринські)
11. Czułe miejsce (Bosa 2005)   (музика: Анна Марія Йопек, слова: Марцін Кидринські)
12. Gdy Mówią Mi   (музика: Анна Марія Йопек/Марек Напюрковскі, слова: Марцін Кидринські)
13. Bonus Track: ADAGIO   (музика: Анна Марія Йопек)